# The Original Disco Man
The Original Disco Man é o 51º álbum de estúdio do músico americano James Brown. O álbum foi lançado em julho de 1979 pela Polydor Records.

## Faixas
| N.º | Título                       | Duração |  |
| 1.  | "It's Too Funky in Here"     | 6:32    |  |
| 2.  | "Let the Boogie Do the Rest" | 7:22    |  |
| 3.  | "Still"                      | 6:04    |  |
| 4.  | "Star Generation"            | 8:07    |  |
| 5.  | "Women Are Something Else"   | 5:59    |  |
| 6.  | "The Original Disco Man"     | 6:58    |  |
| 7.  | "Love Me Tender"             | 2:47    |  |